# Surtsey
Surtsey és una illa volcànica situada a l'arxipèlag de Vestmannaeyjar, a la costa sud d'Islàndia. Surtsey és el punt més al sud d'Islàndia. Es va formar en una erupció volcànica que va començar 130 metres per sota del nivell del mar, i va arribar a la superfície el 14 de novembre de 1963. L'erupció va durar fins al 5 de juny de 1967, quan l'illa va assolir la seva mida màxima de 27 km². Des d'aleshores, l'erosió de les onades ha fet que l'illa disminuís constantment de mida: el 2012, la seva superfície era de 13 km². L'estudi més recent mostra l'elevació màxima de l'illa a 155 m sobre el nivell del mar. El 2008, la UNESCO va declarar l'illa com a Patrimoni de la Humanitat, en reconeixement del seu valor científic.
L'illa rep el nom de Surtr, un gegant de la mitologia nòrdica. Va ser estudiat intensament per vulcanòlegs durant la seva erupció, i després per botànics i altres biòlegs, per mantenir el seguiment de la colonització biològica de l'illa. Surtsey formen part del sistema volcànic submarí Vestmannaeyjar, part de la dorsal mesoatlàntica. Es calcula que Surtsey romandrà per sobre del nivell del mar durant 100 anys més.

## Geologia

### Formació
|                                 | 1: Núvol de vapor d'aigua |
| 2: Jet de cendres xippressoides |                           |
| 3: Cràter                       |                           |
| 4: Aigua                        |                           |
| 5: Capes de lava i cendra       |                           |
| 6: Estrats                      |                           |
| 7: Magma conduït                |                           |
| 8: Cambra de magma              |                           |
| 9: Col·lumna de lava            |                           |

L'erupció va ser inesperada i va començar uns dies abans que es fes evident a la superfície. El fons del mar al lloc d'erupció es troba a 130 metres per sota del nivell del mar i, a aquesta profunditat, les explosions volcàniques són suprimides i dissipades per la pressió i densitat de l'aigua. A poc a poc, a mesura que els fluxos van acumular un muntatge de material que s'acostava al nivell del mar, les explosions ja no van poder ser reduïdes pels factors mencionats i van sortir a la superfície.
Els primers indicis perceptibles de l'activitat volcànica es van registrar a l'estació sísmica de Kirkjubæjarklaustur, Islàndia, del 6 al 8 de novembre, que va detectar tremolors febles derivats d'un epicentre aproximadament al sud-oest a una distància de 140 km, la ubicació actual de Surtsey. Una altra estació de Reykjavík va registrar tremolors encara més febles durant deu hores el 12 de novembre en un lloc no determinat, quan l'activitat sísmica va cessar fins al 21 de novembre. Aquell mateix dia, la gent de la ciutat costanera de Vík, a 80 km, va registrar nivells elevats de sulfur d'hidrogen. El 13 de novembre, un vaixell de pesca, equipat amb termòmetres sensibles, va anotar les temperatures del mar a 32 km del centre d'erupció com a 24 ° C, més altes que les aigües circumdants.

#### Erupció a la superfície

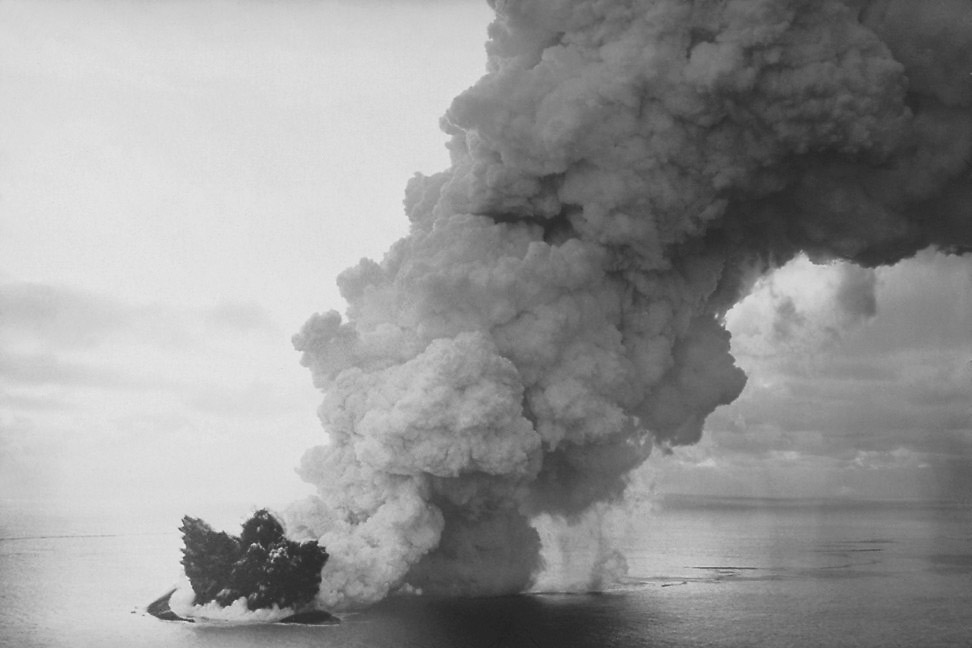
La columna de cendra de Surtsey s'aixeca sobre l'illa recentment formada.

A les 07:15 hora local, el 14 de novembre de 1963, el cuiner de l'Ísleifur II, un vaixell d'arrossegament que navegava per les aigües properes a l'erupció, va veure una columna ascendent de fum al sud-oest del vaixell. El capità va pensar que podria haver estat un vaixell al foc i va ordenar a la seva tripulació que investigués. En canvi, es van trobar amb erupcions explosives que desprenien columnes negres de cendra, cosa que indicava que una erupció volcànica havia començat a penetrar a la superfície del mar. El mateix dia a les 11:00, la columna eruptiva havia assolit diversos quilòmetres d'alçada. Al principi, les erupcions es van produir en tres obertures separades al llarg del nord-est mitjançant una fissura tendent al sud-oest, però cap a la tarda les columnes d'erupció separades s'havien fusionat en una al llarg de la fissura en erupció. Durant la setmana següent, les explosions van ser contínues i, al cap d'uns pocs dies, la nova illa, formada principalment d'escòria, mesurava més de 500 metres de longitud i havia arribat a una altura de 45 metres.
A mesura que les erupcions van continuar, es van anar concentrant en un sol punt al llarg de la fissura i es va començar a crear l'illa de forma més circular. Al 24 de novembre, l'illa mesurava uns 900 per 650 metres. Les violentes explosions provocades per la trobada de lava i aigua de mar van fer que l'illa consistís en una pila fluixa de roca volcànica (escòria), que va ser erosionada ràpidament per les tempestes de l'Atlàntic Nord durant l'hivern. No obstant això, les erupcions van mantenir el ritme més que l'erosió de l'onada i, el febrer de 1964, l'illa tenia un diàmetre màxim de més de 1.300 metres.
Les explosives erupcions freomagmàtiques causades pel fàcil accés de l'aigua a les foses en erupció van llançar roques fins a un quilòmetre de distància de l'illa i van enviar núvols de cendra fins a 10 km a l'atmosfera. La pila fluixa de tefra no consolidada es dissipava ràpidament per culpa de la reducció del subministrament de magma fresc i sovint es veien grans núvols de pols que bufaven de l'illa durant aquesta etapa de l'erupció.
La nova illa va rebre el nom de Surtr, un gegant de la mitologia nòrdica (Surts és el cas genitiu de Surtr + ey, illa). Tres periodistes francesos representants de la revista Paris Match van aterrar allà el 6 de desembre de 1963, quedant-se uns 15 minuts fins que les explosions violentes els obligaren a desplaçar-se. Els periodistes van "reivindicar" la sobirania francesa sobre l'illa, però Islàndia va afirmar ràpidament que la nova illa li pertanyia.

#### Illa permanent
Tanmateix, a principis de 1964, les erupcions contínues havien construït l'illa fins a tal mida que l'aigua del mar ja no podia arribar fàcilment a les foses i l'activitat volcànica va esdevenir molt menys explosiva. En canvi, les fonts i els cabals de lava van esdevenir la principal forma d'activitat. Això va donar lloc a una tapa dura de roca extremadament resistent a l'erosió que es va col·locar a sobre de bona part de la pila volcànica, cosa que va evitar que l'illa s'erosionés ràpidament. Les erupcions freqüents van continuar fins al 1965, moment en què l'illa va assolir una superfície de 25 km².
El 28 de desembre de 1963, l'activitat submarina al nord-est de Surtsey va causar la formació d'una cresta de 100 m d'alçada al fons del mar. Aquesta muntanya submarina es va anomenar Surtla, però mai va assolir el nivell del mar. Les erupcions a Surtla van acabar el 6 de gener de 1964 i, des de llavors, es van erosionar des de la seva profunditat mínima de 23 m a 47 m per sota del nivell del mar.

#### Activitat volcànica posterior

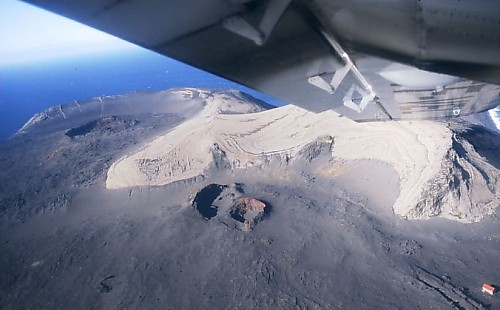
Surtsey el 1999

El 1965, l'activitat a l'illa principal va disminuir, però a finals de maig d'aquell any es va iniciar una erupció en una sortida a 6 km del nord de l'illa. Al 28 de maig, una illa va sorgir i va rebre el nom de Syrtlingur (Petit Surtsey). La nova illa va ser erosionada a principis de juny, però va reaparèixer el 14 de juny. Les erupcions a Syrtlingur eren a escala molt menor que les que havien format Surtsey, i la taxa mitjana d'emissió de materials volcànics era aproximadament una desena part de la taxa a la sortida principal. L'activitat va tenir una vida curta, fins que l'illot va assolir una superfície de 0,15 km². Un cop cessades les erupcions, l'erosió de les onades va desgastar ràpidament l'illa i va desaparèixer sota les ones el 24 d'octubre.
Durant el desembre de 1965, es va produir més activitat submarina a 9 km al sud-oest de Surtsey, i es va formar una altra illa. Va rebre el nom de Jólnir, i durant els vuit mesos següents va aparèixer i va desaparèixer diverses vegades. L'activitat a Jólnir era molt més feble que l'activitat a l'illa principal, i fins i tot més feble que la vista a Syrtlingur, però l'illa va acabar creixent fins a una mida màxima de 70 m d'alçada, cobrint una superfície de 3 km², a juliol i principis d'agost de 1966. Tot i que, com a Syrtlingur, però, després d'haver cessat l'activitat el 8 d'agost de 1966, es va erosionar ràpidament i va caure per sota del nivell del mar durant l'octubre de 1966.
Les erupcions efusives a l'illa principal van tornar el 19 d'agost de 1966, amb els fluxos de lava fresca donant-li una major resistència a l'erosió. El tipus d'erupció va disminuir constantment, però, el 5 de juny de 1967, l'erupció va acabar. El volcà ha estat latent des de llavors. El volum total de lava que es va emetre durant l'erupció de tres anys i mig va ser d'aproximadament un quilòmetre cúbic i el punt més alt de l'illa va ser de 174 metres sobre el nivell del mar en el seu punt àlgid.
Des del final de l'erupció, l'erosió fet que l'illa disminueixi en mida. Una gran àrea del costat sud-est ha estat erosionada completament, mentre que un vessant de sorra anomenat Norðurtangi (punt nord) ha crescut al costat nord de l'illa. Es calcula que s'ha perdut aproximadament 0,024 km³ de material per erosió, cosa que representa aproximadament una quarta part del volum original sobre el nivell del mar de l'illa. La seva elevació màxima ha disminuït fins a 155 m.

### Desenvolupament recent

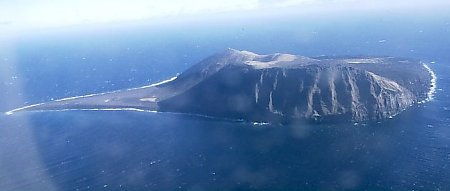
L'illa de Surtsey el 1999

Després del final de l'erupció, els científics van establir una xarxa de punts de referència contra els quals van mesurar el canvi de forma de l'illa. En els vint anys següents al final de l'erupció, les mesures van revelar que l'illa estava constantment baixant i havia perdut aproximadament un metre d'alçada. La taxa de subsidència inicialment era d'uns 20 cm per any, però es va reduir fins a 1–2 cm a la dècada dels noranta. Va tenir diverses causes: assentament de la tefra solta que forma la major part del volcà, compactació dels sediments del fons marí que hi havia a sota de l'illa i deformació descendent de la litosfera a causa del pes del volcà.
Els volcans de l'arxipèlag de Vestmannaeyjar són típicament monogenètics, de manera que és probable que l'illa no s'ampliï en el futur gràcies a més erupcions. Els forts mars al voltant de l'illa l'han erosionat des de la seva aparició, i des del final de l'erupció s'ha perdut gairebé la meitat de la seva zona original. Actualment, l'illa perd aproximadament 10 hectàrees de superfície cada any.

### Futur

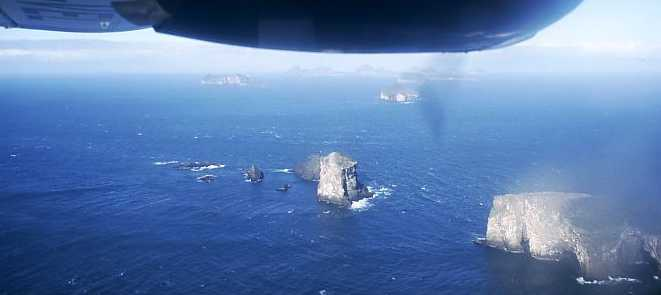
Altres illes de l'arxipèlag mostren els efectes de segles d'erosió

És probable que aquesta illa desaparegui del tot en un futur pròxim. La zona erosionada consistia principalment en tefres solts, fàcilment rendibles. La major part de la superfície restant està limitada per fluxos de lava durs, molt més resistents a l'erosió. A més, les reaccions químiques complexes dins del tuf solt a l'illa han format gradualment material de tocs altament resistent a l'erosió, en un procés conegut com a palagonització. A Surtsey, aquest procés ha passat bastant ràpidament, a causa de temperatures elevades no gaire per sota de la superfície.
Les estimacions de quant de temps sobreviurà Surtsey es basen en la taxa d'erosió vista fins als nostres dies. Suposant que la taxa actual no canvia, l'illa estarà majoritàriament al nivell del mar o per sota del 2100. Tanmateix, és probable que la taxa d'erosió es redueixi a mesura que s'exposi el nucli més dur de l'illa: alguns estudis apunten al fet que l'illa sobreviurà durant molts segles. Una idea del que semblarà en el futur la donen les altres illes petites de l'arxipèlag de Vestmannaeyjar, que es van formar de la mateixa manera que Surtsey fa milers d'anys i que s'han erosionat substancialment des que es van formar.

## Biologia

### Assentament de la vida
Surtsey va ser declarada reserva nacional el 1965, mentre l'erupció encara estava en progrés actiu. Avui només uns quants científics tenen permís per aterrar a Surtsey; l'única manera de veure-la és des d'un avió petit. Això permet la successió ecològica natural de l'illa sense que hi hagi interferències externes. El 2008, la UNESCO va declarar l'illa com a Patrimoni de la Humanitat, en reconeixement pel seu gran valor científic.

#### Vida vegetal
La primavera del 1965, la primera planta vascular es va trobar creixent a la riba nord de Surtsey, les molses es van fer visibles el 1967, i els líquens es van trobar per primera vegada a la lava de Surtsey el 1970. La colonització de plantes a Surtsey s'ha estudiat de prop, sobretot les plantes vasculars, ja que tenen una importància molt superior a les molses, els líquens i els fongs en el desenvolupament de la vegetació.
Les molses i líquens cobreixen ara bona part de l'illa. Durant els primers vint anys de l'illa, es van observar 20 espècies de plantes en un moment o altre, però només 10 es van establir al sòl arenós poc nutritiu. A mesura que els ocells van començar a niar a l'illa, les condicions del sòl van millorar i van poder sobreviure més espècies de plantes vasculars. El 1998 es va trobar la primera mata a l'illa: un salze de fulla de te (Salix phylicifolia), que pot créixer fins a altures de fins a 4 metres. Al 2008, s'havien trobat 69 espècies de plantes a Surtsey, de les quals unes 30 s'havien establert. Això es compara amb les aproximadament 490 espècies que es troben a Islàndia continental. Continuen arribant més espècies, a un ritme típic d'aproximadament 2-5 espècies noves a l'any.

#### Ocells

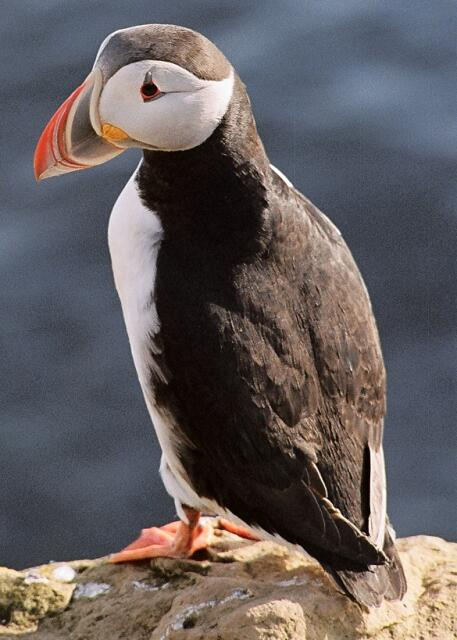
Els primers nius de fraret van ser trobats a Surtsey el 2004

L'expansió de la vida d'aus a l'illa ha contribuït a avançar en la propagació de la vida vegetal. Les aus utilitzen les plantes com a material de nidificació, però també continuen ajudant a la propagació de llavors i adoben el sòl amb el guano. Les aus van començar a niuar a Surtsey tres anys després que les erupcions acabessin, amb el fulmar i el somorgollaire sent les primeres espècies que es van instal·lar a l'illa. Hi ha dotze espècies que s'hi troben regularment.
Una colònia de gavina hi existeix des del 1984, tot i que les gavines es van veure breument a la vora de l'illa només unes setmanes després de la seva primera aparició. La colònia de gavines ha estat especialment important en el desenvolupament de la vida vegetal a Surtsey, i les gavines han tingut molt més impacte en la colonització vegetal que altres espècies per la seva abundància. Una expedició el 2004 va trobar les primeres evidències de nidificació de frarets atlàntics, molt habituals a la resta de l'arxipèlag.
A més de proporcionar un habitatge per a algunes espècies d'aus, Surtsey també s'ha utilitzat com a punt de parada per a les aus migratòries, en particular per a les rutes entre Europa i Islàndia. Les espècies que s'han vist breument a l'illa inclouen els cignes cantaires, diverses espècies d'oques i corbs comuns. Tot i que Surtsey es troba a l'oest de les principals rutes de migració cap a Islàndia, s'ha convertit en un punt d'aturada més comú a mesura que la seva vegetació ha millorat. El 2008 es va detectar la 14a espècie d'aus amb el descobriment d'un niu de corb comú. Segons un informe del 30 de maig de 2009, una daurada grossa nidificava a l'illa amb quatre ous.

#### Vida marina
Poc després de la formació de l'illa, es van veure foques al voltant de l'illa. Ben aviat van començar a bascular allà, particularment per la costa nord, que va créixer a mesura que les ones erosionaven l'illa. Es va trobar que els segells estaven criant a l'illa el 1983, i un grup de fins a 70 va convertir l'illa en el seu lloc de cria. Les foques grises són més comunes a l'illa que les foques comunes, però totes dos estan ben establertes. La presència de foques atreu les orques, que es veuen sovint a les aigües del voltant de l'arxipèlag de Vestmannaeyjar i que ara freqüenten les aigües al voltant de Surtsey.
A la porció submarina de l'illa s'hi troben moltes espècies marines. Les estrelles de mar hi són abundants, així com els eriçons de mar i els cabirols de mar. Les roques estan cobertes d'algues, i les algues cobreixen gran part dels vessants submarins del volcà, amb la zona més densa sent entre 10 i 20 metres sota el nivell del mar.

#### Altra vida
Els insectes van arribar a Surtsey poc després de la seva formació i van ser detectats per primera vegada el 1964. Les arribades originals eren insectes voladors, arribats a l'illa amb l'ajuda dels vents, possiblement arribats de l'Europa continental. Posteriorment altres insectes van arribar sobre fusta de deriva, tant animals vius com cadàvers. Quan el 1974 es va netejar una part del tussock (formació d'herbes), els científics van descobrir 663 invertebrats terrestres, principalment àcars i col·lèmbols, la gran majoria dels quals havien sobreviscut a la travessa.
L'establiment de la vida dels insectes va proporcionar aliments per als ocells, i els ocells van ajudar a establir moltes espècies a l'illa. Els cossos d'aus morts proporcionen un suport per als insectes carnívors, mentre que la fertilització del sòl i la consegüent promoció de la vida vegetal proporcionen un hàbitat viable per als insectes herbívors.
Algunes formes més altes de vida terrestre estan colonitzant el sòl de Surtsey. El primer cuc de terra es va trobar en una mostra de sòl el 1993, probablement transportat a Heimaey per un ocell. Tot i això, l'any següent no es van trobar cucs de terra. Els llimacs es van trobar el 1998 i semblen ser similars a les varietats trobades a la part continental d'Islàndia. Les aranyes i els escarabats també s'han establert.

## Impacte humà
L'únic impacte humà important és una petita cabana prefabricada que fan servir els investigadors durant la seva estada a l'illa. La cabana inclou unes lliteres i una font d'energia solar per conduir una ràdio d'emergència i altres elements electrònics claus. Tots els visitants s'asseguren que no introdueixen llavors accidentalment a l'illa. Es creu que algú va intentar introduir patates, que van ser destruïdes immediatament un cop descobertes. Una defecació humana manipulada indegudament va provocar que una planta de tomàquet arrelés que també es va destruir. El 2009 es va instal·lar a Surtsey una estació meteorològica i una webcam.